# Магар (Дагестан)
Магар — село в Чародинском районе Республики Дагестан. Является административным центром сельского поселения сельсовет Магарский.

## География
Расположено в месте слияния рек Ойсор и Рисор (бассейн реки Каракойсу).
Находится в 7 км к югу от районного центра Цуриб.

## Население
| 1888 | 1895 | 1926 | 1939 | 1970 | 1989 | 2002 |
| ---- | ---- | ---- | ---- | ---- | ---- | ---- |
| 318  | ↗340 | ↘217 | ↗260 | ↗377 | ↘339 | ↘336 |
| 2010 | 2021 |      |      |      |      |      |
| ↘292 | ↗474 |      |      |      |      |      |

## Энергетика
Проектируется Магарская ГЭС (мощн. 15 МВт).